# Landgraviato de la Alta Alsacia
El Landgraviato de la Alta Alsacia  (a veces llamado como Alsacia meridional) era un landgraviato del Sacro Imperio Romano Germánico centrado en Ensisheim y Landser, al norte del condado de Ferrette (Pfirt). Los condes de Habsburgo, más tarde los duques y archiduques de Austria, gobernaron el territorio desde la década de 1130 hasta su cesión a Francia en el siglo XVII.

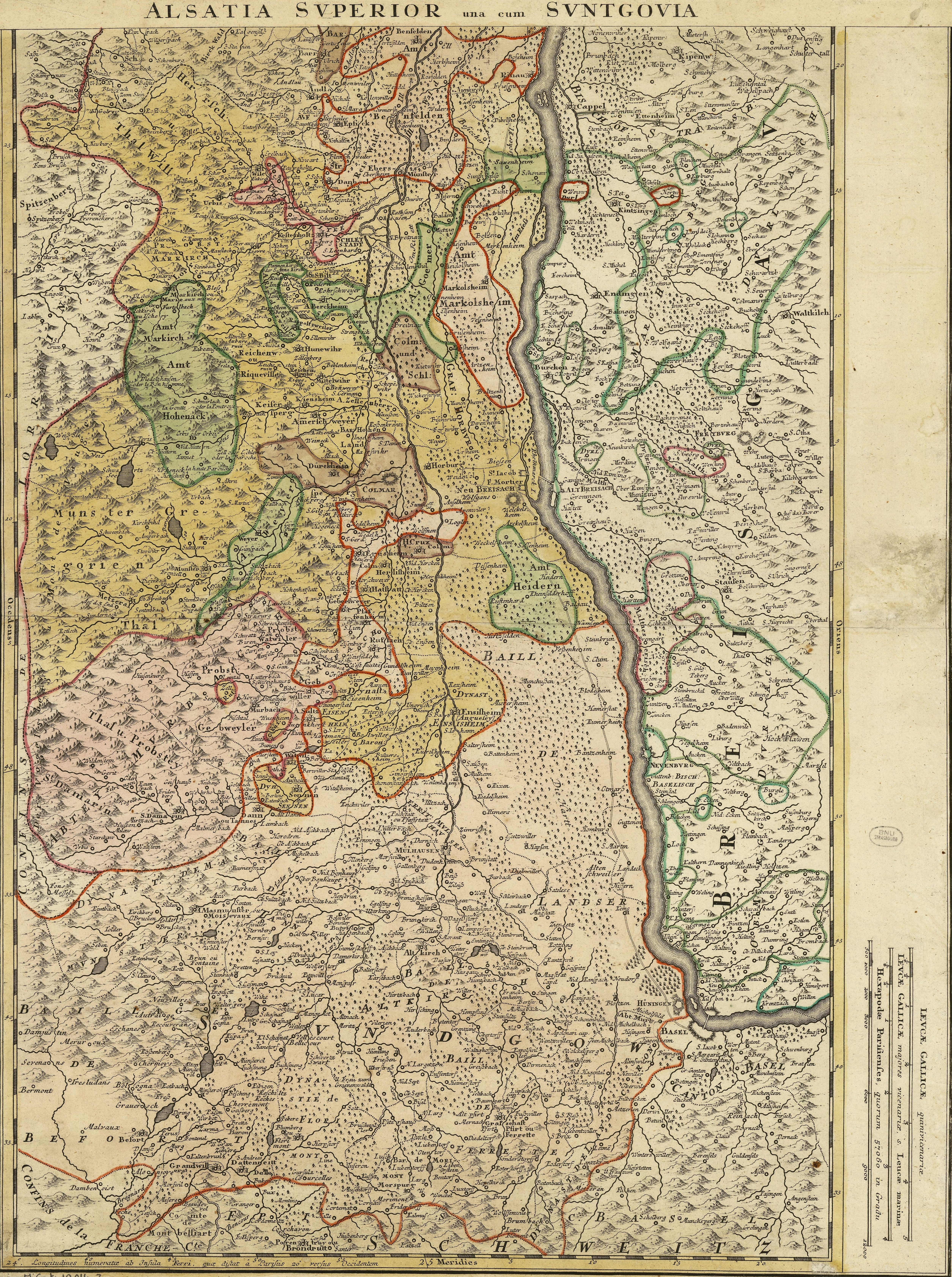
Alsatia Superior una cum Suntgovia por Daniel Specklin

## Gobierno
Como el Pagus alsaciano estaba dividido en dos Pagi más pequeñas, el Sundgau y el Nordgau, los cuales tenían cada uno su jurisdicción particular, se forman más tarde dos landgraviatos distintos: el Sundgau superior y el Nordgau inferior. Así Sundgau, Landgraviato de la Alta Alsacia, Landgraviato superior y Alsacia superior son sinónimos. Esta calificación, tomada en el sentido más extenso, se aplica a la vez al landgraviato propiamente dicho y a las tierras llamadas landgraviales, ya que ellas estaban no solamente bajo jurisdicción del Landgrave, sino que a la vez formaban parte de su dominio. En efecto, los Emperadores habían concedido a sus landgraves y a título de salario algunos bienes desprendidos de sus propiedades privadas. Estos magistrados las reunirán a su dominio patrimonial, a los feudos que les habían sido conferidos por obispos, abades, príncipes, señores libres, y a los alodios que habían adquirido por herencia, matrimonio, contrato o de toda otra manera. El conjunto de estas tierras se llamaba Landgraviato,  sin embargo está fuera de duda que el verdadero landgraviato era solo aquel que incluía las tierras fiscales otorgadas en feudo por el Emperador al Landgrave. No obstante se llamó comúnmente landgraviato a todas las tierras que el landgrave poseía, a título que fuera, así como se llama condado a la totalidad de los bienes que posee un conde. El landgrave ocupaba después del duque el primer rango entre los príncipes laicos.

## Dominio del Landgraviato superior
Entre los dominios situados en el Landgraviato superior o en la Alta Alsacia, se distingue en primer lugar el propio Landgraviato, tomado en su sentido más estricto, porque su propietario era juez provincial (Landrichter) de la Alsacia superior y tenía un rango mayor, por lo tanto, al de los condes. Estas tierras landgraviales no fueron siempre las mismas, sino que variaban con la familia que poseía el cargo (Amt) de Landgrave. Ya que, como estos dignatarios reunieron sus bienes patrimoniales y sus feudos de familia a las tierras fiscales afectadas al título (Würde) de Landgrave, la extensión del Landgraviato se modificó según a qué familia perteneciera. Se deben distinguir los alodios de los feudos y estos últimos se dividían a su vez en clases distintas. Los Landgraves de la Alsacia superior poseían en un momento dado no solamente el dominio patrimonial de los condes de Habsburgo y las tierras que ellos tenían en calidad de feudos del Imperio, sino además los beneficios a ellos conferidos por los obispos de Estrasburgo, de Basilea, y los abades de Murbach y Lützel. La totalidad de estas posesiones formaba el Landgraviato.
Las tierras landgraviales estaban compuestas por cuatro clases de propiedades: 1º los bienes de familia provenientes de un antiguo patrimonio; 2º de tierras feudales; 3º de alodios nuevos; 4º de tierras fiscales.

### Bienes patrimoniales
Cuando la familia Carolingia se extinguió en Alemania, los condes descendientes de Liutfrid, antepasados de los Habsburgo, poseían, antes de la construcción del castillo de Habsburgo, bienes de familia en las dos Alsacias, como lo demuestra la Carta de Liutfrid IV de 903, donde aclara que deseaba restaurare et augmentare  la abadía de Sankt Trudpert, en la Selva Negra, la cual junto con su hermano Hugo in partem hereditariam possedit. Por lo tanto, y con el consentimiento de sus hijos Hunfried, Liutfrid V y Hugo, hizo donaciones a este monasterio para la salvación de su alma, así como lo habían hecho sus antecesores Othpert y Rampert. Para este propósito, entregó algunas propiedades en el Mortenau, y en Alsacia, bienes en Columbaria. Sus hijos, ex sua quisque parte, quae se contingit propriae hereditatis, donan al mismo monasterio: Hunfried, qui maior est in illis natu, en el Nordgau, Königshoven, Liutfrid V en el Sundgau: Schowinsheim. Hugo en Egisheim. Guntram, el Rico, padre de Lanzelin, abuelo de Radbot y Werner, obispo de Estrasburgo, tenía también un gran número de tierras en Alsacia. Ello surge de un título otorgado, en 973, por el emperador Otón II a la Abadía de Payerne. Este título dice: Curtes  Cholumbra et Hittinheim cum omnibus eorum pertiuentiis et nostri juris unum mansum in villa Badelesbach, et omnia quæ Guntramus in Alsatia proprietatis visus est habere, excepto Pruomad cum suis appertinentiis.

### Feudos del obispado de Estrasburgo
Del Obispado de Estrasburgo recibieron Ensisheim con su distrito y el Vogtei Rufach. Rodolfo, habiendo renunciado a este último, en 1269, entre las manos del Obispo, recibió a cambio las rentas en el ban de Westhausen, Ebersheim, Scherweiler, y los pueblos de Howarth, Sankt Petersholz, Hundeswilre y Thannweiler.

### Feudos de las abadías de Murbach y Lützel
De la Abadía de Murbach, tenían el Vogtei del valle de Sankt Amarin y del pueblo de Wattweiler, que transmitieron en calidad de sub-feudo a los señores de Horburg, hasta que, en 1259, estos bienes fueron restituidos a la abadía por Rodolfo y Gottfried, condes de Habsburgo. Entre los bienes de Murbach se debe colocar también el Vogtei Sennheim, Blotzheim, Banzenheim, Münchhausen, Fessenheim, Bowoltzheim, Machtolsheim, Berweiler, Berolzweiler, Lautenbach, Rädersheim, Merxheim, Isenheim, Ostheim. A los feudos de Murbach se anexaban los que los Habsburgo tenían de la Abadía de Lützel. Estos dependían del Vogtei de la Abadía de Lützel del que gozaban los Landgraves.

### Feudos del obispado de Basilea
Pero lo que contribuyó sobre todo al esplendor de los Habsburgo en Alsacia, fue la magnífica herencia del condado de Ferrette, que vino a través del matrimonio de Alberto el Sabio con Johanna von Pfirt, y que unió al Landgraviato a este magnífico feudo de la Iglesia de Basilea.

### Alodios de los Landgraves
-
Entre los bienes alodiales se cuentan el valle de Weiler (Weilerthal),  también llamado Albertino (Albrechtsthal), y el señorío de Landser. Rodolfo I de Habsburgo recibió el primero como dote de su mujer, Gertrudis de Hohenberg. Una parte del segundo fue legada a los Habsburgo por sus antepasados; ellos adquirieron el resto mediante compra.

### Propiedades fiscales
De estos bienes que los landgraves poseían como patrimonio, feudo y alodio, es necesario distinguir aquellos que tenían del fisco. La Carta de división de 1239, muestra que Alberto y Rodolfo III ya reconocían un triple origen a los bienes de los Habsburgo, puesto que no sabían si el bosque de Harth (Harthwald), situado entre Ensisheim y Basilea, debía considerarse como un bien patrimonial, como propiedad del fisco o como un feudo. Ellos no sabían que este bosque era un patrimonio de la Iglesia de Basilea que el emperador Enrique II había concedido, en 1004, al obispo Adalbero II. Es difícil separar las tierras fiscales del Landgraviato de los bienes patrimoniales que los Habsburgo tenían en Alsacia. Una posesión prolongada volvió a los Archiduques de Austria definitivamente propietarios. Ya en esta época los Habsburgo no se preocupaban de establecer una distinción entre estos bienes. Esta aglomeración de tierras patrimoniales, feudales y fiscales, contenidas en Alsacia, los Habsburgo las administraron en primer lugar bajo el título de Condado, Comitatus, y a continuación bajo el de Landgraviato, Landgraviatus. En consecuencia, obtuvieron de los Emperadores, como los otros Estados de Alemania, los derechos de regalía. Entonces el Landgrave no fue ya solamente un juez provincial, tomó fila entre los principales señores de Alsacia. En efecto, las otras tierras de Alsacia superior, como el Mundat Superior de Rufach, el condado de Horburg, las tierras de las Abadías, de la Orden ecuestre y las ciudades imperiales, liberadas ya sea por su origen, o por los acontecimientos que surgieron, de todo derecho, de toda jurisdicción de los Landgraves, solo dependían del Emperador y el Imperio; de allí nació el nombre de Emunitas. Así en la Alsacia superior, el Landgraviato que se llamaba Landgraviato superior, contenía en su Dominio, y aún en la época de su mayor prosperidad, solo la mitad del territorio de la Alta Alsacia.

## Derechos soberanos del Landgraviato
Los derechos de soberanos o de regalía que aumentaban la importancia del Landgraviato eran aquellos que se aplicaban sobre los bienes y las personas y con los cuales los Emperadores investían a los Príncipes de Alemania: eran el derecho a hacer la paz y la guerra, a celebrar tratados, alianzas, derecho a tener hombres de armas, rodearse con escoltas, construir fortalezas, el poder de ban, derecho de peaje, minas, el derecho a acuñar moneda, el derecho a dar feudos, a percibir los impuestos, derecho de Vogtei, etc; en definitiva, el poder ya sea completo o limitado. Este poder, los Landgraves terminaron por ejercerlo en su propio nombre en sus posesiones, mientras que al ejemplo de los otros Estados del Imperio, se habían constituido señores libres. De estos hechos hay prueba en las Actas de la Regencia de Ensisheim, que se extienden a todas estas cuestiones.
La importancia de estos derechos de regalía debe considerarse en dos épocas en la historia del Landgraviato. La primera abarca el tiempo durante el cual los Landgraves aún no revestidos con estos derechos son solo los delegados del poder imperial y administran Alsacia como simples magistrados. La segunda comienza cuando los Landgraves, investidos por el Emperador con estos derechos, dictan las leyes en las tierras que han adquirido o están bajo su jurisdicción y las gobiernan por derecho propio como príncipes.
El pasaje de la primera de estas situaciones a la segunda no fue repentino. En la época de Carlos IV, los Landgraves ya habían adquirido muchos derechos, pero esos derechos no se extendían a todo el Landgraviato; solo se ejercían sobre las tierras landgraviales en las que estaban ubicados. Los otros Estados de Alsacia superior habían quedado en el pleno uso de la libertad del Imperio, respetaban al Landgrave como un juez imperial que ejercía su jurisdicción en Alsacia y no sobre Alsacia. Apelaban sus sentencias ante el Emperador, fuente de todo poder judicial; pero poco a poco Emperadores compartieron este derecho con los Estados de Alemania. Maximiliano coloca el sello a esta concesión mediante la colocación de la Cámara imperial bajo la autoridad de los Estados.
Antes que el Landgraviato obtuviese toda la extensión de los derechos de regalía, ya figuraba como uno de los feudos del Imperio que tenían el derecho a portar bandera; gozaba del derecho de sesión y voto en las Asambleas. El conde Alberto II de Habsburgo, tuvo una banca, en 1125, en las elecciones y asambleas públicas del Imperio que Enrique V celebró en Estrasburgo, así como en las que Lotario celebró en Basilea en 1129. De hecho, si un conde tenía este derecho, el Landgrave tenía, sin duda, un derecho superior. Se sabe que los Landgraves de Alsacia inferior también frecuentaban estas asambleas. Pero en tiempos más modernos y en las matrículas del Imperio, no se trata ya de Landgraves de Alsacia, porque en ese momento en que las matrículas comenzaron a establecerse, uno y otro Landgraviato estaban en manos de la Casa de Austria y del Obispo de Estrasburgo. Ahora bien, ni los archiduques ni los obispos reivindicaron en las asambleas públicas el derecho de sufragio del condado provincial. Konrad Samuel Schurzfleisch afirma que el derecho de sufragio del Landgraviato alsaciano pereció con los antiguos Landgraves; sin duda se refería al Landgraviato inferior; ya que la rama de la Casa de Austria, que estaba investida con el Landgraviato superior, se mantuvo hasta el siglo XVIII.

## Los landgraves de la Alta Alsacia
1180. Alberto III, llamado el Rico, hijo de Werner III, conde de Habsburgo y del Sundgau, fue el primero de los condes de la Alta Alsacia que tomó el título de Landgrave, título que sus sucesores han conservado constantemente. Albertus comes de Habesburg, lantgravius de Alsatiæ, confirmó en 1186, la donación que los condes Liutfrid, Othpert y Lampert, sus antepasados, habían hecho a la abadía de Sankt Trudpert en la Selva Negra. Con las mismas calidades se lee su nombre en el sello pendiente que hay al pie de la escritura. Se nombra igualmente Comes Albertus, Alsatiensis landgravius, de Habispurg natus, en la inscripción de un cuerno de caza, de marfil, que regaló, en 1199, a la abadía de Muri. Murió el 25 de noviembre de 1199. Alberto tuvo de Ita, hija del conde Rudolf von Pfullendorf, y de Wulfhild, duquesa de Baviera, dos hijos.
1199. Rodolfo II, llamado el Anciano o el Pacífico, fue Landgrave de la Alta Alsacia, después de Alberto, su padre, aunque en vida del mismo ya llevaba este título, como prueba la Carta de Arnold von Frohburg, abad de Murbach, dada el año 1196: cum voluntate Advocati Comitis Adelberti de Habesburch, per consensum filii sui Rudolfi Lantgravii. Con este documento, parecería que Alberto había entregado el Landgraviato a su hijo, pues llevaba solo el título de conde de Habsburgo y Vogt de Murbach, mientras que a Rodolfo se le llamaba solo Landgrave. La escritura que Rodolfus Lantgravius Alsatiæ dio en 1207, a favor de la abadía de Lützel, está fechada, anno gratiæ, coram filio meo Alberto Comite. Rodolfo había imitado desde entonces el ejemplo de su padre, asociando a su primogénito Alberto al Landgraviato. Su muerte, aconteció a principios de 1232, en cuyo año, Rudolfus Senior, Comes de Habisburc, Landgravius Alsatiæ, hizo una donación al monasterio de Wettingen. Rodolfo se había casado con Agnes, hija de Gottfried von Staufen, de cuyo matrimonio tuvo cinco hijos.
1232. Alberto IV, llamado el Sabio, y Rodolfo III, el Taciturno, disfrutaron indistintamente del Landgraviato de la Alta Alsacia, después de la muerte de Rodolfo, su padre, lo que fue confirmado por un pacto de familia, que se realizó hacia 1239. Sin embargo, Alberto, en el reparto de la sucesión, se reserva solamente para sí los bienes alodiales que la Casa de Habsburgo poseía en Alsacia. Murió en Ascalón, en Palestina, en 1240. Su esposa Hedwig, hija de Ulrich III von Kyburg y de Anna von Zähringen, era hermana de Berthold V, último conde de este nombre. Ella murió el 30 de abril de 1260, y fue enterrada en la abadía de Muri. Alberto y Hedwig, dejaron seis hijos, entre ellos Rodolfo que llegó a ser Emperador, heredero del condado de Habsburgo y del Landgraviato de la Alta Alsacia.
Rodolfo III, que toma el título de Landgrave de Alsacia en muchas Cartas de su tiempo, sobrevivió siete años a su hermano Alberto; y murió en 1247, dejando cinco hijos de Gertrud, su esposa, hija de Lütold VI von Regensberg. Rodolfo fue el origen de las dos ramas de los condes de Habsburg-Laufenburg y Habsburg-Neukyburg; pero su posteridad no tuvo parte alguna en el Landgraviato de la Alta Alsacia. Gottfried I, su segundo hijo, murió en 1271, y casado con Elisabeth von Ochsenstein, formó la rama de Laufenburg, que se extinguió en 1408, y a fin de que no hubiese gran desproporción de dignidad entre los descendientes de Rodolfo y los de su hermano Alberto, se ve a Eberhard I, tercer hijo de Rodolfo, tomar el título de Landgrave de Thurgau.
1240. Rodolfo IV, sucedió a su padre Alberto, en 1240, en el Landgraviato de la Alta Alsacia; y gobernó este territorio, junto con Rodolfo, su tío, por espacio de siete años, es decir, hasta la muerte de este último. Nació Rodolfo en 1218, en el castillo de Limburg, en el Breisgau, situado junto al Rin, cerca de Breisach am Rhein, y fue sostenido en las fuentes bautismales por el emperador Federico II, que se hallaba entonces en aquel lugar. En las Cartas tomó, al igual que sus antepasados, el título de Landgrave de Alsacia, pero fue el primero que se dijo de la Alta Alsacia. En un tratado que se realizó, en 1269, con Heinrich IV von Geroldseck, obispo de Estrasburgo, se nombra Rudolfus, Comes de Habersburg et de Kiburg, Superioris Alsacie Landgravius. Ocho años antes, en 1261, Rodolfo se había pronunciado contra Walter von Geroldseck, predecesor de Heinrich, a favor de la ciudad de Estrasburgo, de la que fue uno de sus más firmes sostenedores en la guerra que tuvo entonces con su obispo (Bellum Walterianum). Hacia 1257 se casó con Gertrudis, hija del conde Burkhard V von Hohenberg, señor poderoso en Alsacia y Suabia; su hermano, Albrecht II, Graf von Hohenberg und Haigerloch, le dio en dote los bienes que su familia poseía en Alsacia. Gertrudis tomó en las escrituras el título de Landgravina, nombrándose Comitissa de Habspurg et de Kiburg, nec non Alsacie Landgravia en un Acta de 1211, y Landgravia Alsatie, nutu Dei in Reginam Romanorum electa en otra de 1273. Rodolfo su esposo, fue elevado el 29 de septiembre del mismo año, a la dignidad imperial, y fue coronado en Aquisgrán, el 23 de octubre siguiente, con su esposa Gertrudis, que cambió en esta ceremonia su nombre por el de Anna. Rodolfo cedió entonces a sus tres hijos el antiguo patrimonio de su familia y murió el 15 de julio de 1291. La ciudad de Estrasburgo, en acuerdo con su obispo, Konrad III von Lichtenberg, hizo colocar el mismo año su estatua ecuestre sobre la puerta de la Catedral, junto con la de Clodoveo y de Dagoberto, en memoria de los beneficios que dicha Iglesia había recibido de estos monarcas. Gertrudis (Anna) de Hohenberg, esposa de Rodolfo, murió en 1281, habiendo tenido con su esposo, cuatro hijos y seis hijas. Rodolfo contrajo segundas nupcias con Isabel, hija de Hugo IV, duque de Borgoña y de Beatriz de Champaña.
1273. Alberto V, Hartmann y Rodolfo V. Los tres, hijos del emperador Rodolfo, poseyeron juntos el Langraviato de Alsacia, cuando su padre entró en el Imperio. Desde 1273 este príncipe hace mención de su hijo Alberti Comitis de Habesburch et de Kyburch, Alsatie Langravii. Dos años después, los condes Alberto, y Hartmann su hermano, se llamaron Alsatiae Lantgravii, en una Carta de 1277, y con igual título, aparecen Alberto y Rodolfo en un Acta en alemán que dieron en 1286, a favor de la iglesia de Heiligenberg.
Hartmann, segundo hijo de Rodolfo, es llamado Landgravius Alsacie, en muchas escrituras entre 1275 y 1281. Fue comprometido, en 1278, con Juana, hija de Eduardo I, rey de lnglaterra; y el Emperador su padre, confirmó el compromiso el mismo año por Cartas en las que lo menciona como charissimus filius noster Hartmannus, Comes de Habsburg et de Kyburg, Alsatie Landgravius. Hartmann se dirigió a Inglaterra para llevar a cabo el matrimonio, cuando pereció en el Rin, a la edad de dieciocho años, en 1281. Se había embarcado en el castillo de Breisach, y se encontró su cuerpo junto a la abadía de Rheinau, en Suiza, donde aún hoy se hallan depositadas sus entrañas. 
A la muerte de Hartmann, sus dos hermanos continuaron gobernando el Landgraviato de la Alta Alsacia; pero habiendo dado el Emperador a Alberto el ducado de Austria y de Estiria, en la Dieta general que celebró en Augsburgo en 1282, y a principios de 1283, Rodolfo V disfrutó solo del Landgraviato. Algunos autores sostienen que su padre, le concedió al mismo tiempo Suabia, que desde 1268 no tenía duque. Pero Rodolfo jamás ha llevado otro título que el de Landgrave de esta provincia; y en Cartas fechadas entre 1286 y 1289, se nombra Rudolphus, Dei gratia...Comes de Habsburc et de Kiburc, Alsatie Landgravius, Serenissimi Domini Rudolphi Romanorum Regis filius. Rodolfo no tenía más que veinte años cuando murió en Praga en 1290, y se había casado con Inés, hija de Ottokar II, rey de Bohemia, que después de la muerte de su marido, tomó el hábito de Santa Clara, y murió en la misma ciudad en 1296. Tuvo de su mujer, en 1289, un hijo llamado Juan, el cual es conocido por ser el asesino del Emperador, su tío, al que mató en 1308, a causa de haberse negado a devolverle las tierras de su patrimonio. Enrique VII, sucesor de Alberto, hizo encerrar a Juan en 1313, en el convento de los Agustinos de Pisa, donde murió en el mismo año.
Alberto V, que en las escrituras de 1292 y 1298, toma los títulos de Albertus Dei gratia...Comes de Habspurch y de Chyburch, nec non Lantgravius Alsatiæ poseyó solo el Landgraviato de la Alta Alsacia, después de la muerte de Rodolfo, en perjuicio de Juan, su sobrino, hasta que hubo de ocupar el trono imperial. Alsacia temía por su libertad bajo este Landgrave, en razón de que este príncipe pensaba dar a cada uno de sus hijos, que eran numerosos, un estado proporcionado a la dignidad de que se hallaba revestido. Propuso a los obispos, a los condes, a los abades y a los señores de Suiza y de Alsacia, que le vendiesen sus derechos y sus dominios, o que le tomasen por Vogt: pero en toda Alsacia solo la abadía de Murbach le vendió, en 1291, por dos mil marcos de plata, la ciudad de Lucerna, en Suiza, con todas sus dependencias. Alberto, elegido Rey de Romanos, o Emperador, el 23 de junio de 1298, por una porción de príncipes descontentos del emperador Adolfo, desafió y mató a su rival en la Batalla de Göllheim; después de lo cual se hizo elegir de nuevo por todos los Electores, y fue coronado el 21 de agosto en Aquisgrán. Este príncipe no reinó más que diez años, y fue muerto a la edad de cincuenta y dos años, en 1308, junto a Windisch, en Suiza, por Juan, su sobrino. Alberto se había casado, en 1276, con Isabel, hija de Meinhard II, duque de Carintia, conde del Tirol, y de Isabel de Baviera, muerta en Viena el 28 de octubre de 1313. Fue madre de seis hijos y cinco hijas.
1299. Rodolfo VI y Federico I, primogénitos del emperador Alberto, poseían el Landgraviato de Alsacia desde 1299, y se titulan Rudolphus et Fridericus Dei gratia Duces Austriæ et Styriæ, de Habspurg et Chyburg Comités, nec non Landgravii Alsatiæ, Serenissimi Alberti Romanorum Regis filii. Los dos Landgraves de la Alta Alsacia se mencionan también, en 1301, en un acto de confederación que tuvo lugar entre ellos y los obispos de Estrasburgo y de Basilea. Rodolfo que era el primogénito de Alberto, llegó a ser Rey de Bohemia en 1307, y murió en Praga, el 4 de julio del mismo año, a la edad de veintitrés años, sin dejar posteridad de sus dos esposas. En primeras nupcias, se había casado, en 1340, con Blanca, hija de Felipe III, rey de Francia, muerta en 1305. El emperador Alberto, para favorecer este matrimonio, había asignado a Blanca, en carácter de dote, el Landgraviato de la Alta Alsacia, con todo lo que le pertenecía, esto es Comitatum Alsatie cum omnibus juris pertinentiis. 
Federico I, llamado el Hermoso, nombrado Superioris Alsatiæ Landgravius en un Acta de 1304, gobernaba el Landgraviato, junto con su hermano Rodolfo, y después de la muerte de este, que aconteció en 1307, Alberto su padre, le asoció a Leopoldo, su tercer hijo. Federico fue elegido Rey de Romanos, por una parte de los Electores en Frankfurt, el 19 de octubre de 1314, un día antes que su competidor, Luis de Baviera, lo fuese por otra parte. Pronto se declararía la guerra entre ambos competidores. Federico fue hecho prisionero en la batalla de Mühldorf, en 1322. El tratado de Trausnitz de 1325, por el que renunció a sus derechos al Imperio, le devolvió la libertad. Sin embargo, conservó el título de Rey, hasta su muerte, que aconteció en 1330, en el castillo de Gutenstein, a los cuarenta años de edad. Se había casado en 1315 con Isabel, hija de Jaime, rey de Aragón, muerta el 12 de julio, y en el mismo año que su marido. 
1314. Leopoldo I, que por su valor mereció ser llamado gloria Militum y también fue conocido como el Atrevido o el Inquieto, tercer hijo del emperador Alberto, gobernaba, desde 1307, el Landgraviato de la Alta Alsacia, junto con Federico su hermano, quien se lo dio por entero, en 1314 cuando entró en el Imperio. Leopoldo, en una escritura de 1315, se dio el título nunca usado, de Landgravii Generalis Alsatiæ Superioris, pero solo se halla este único ejemplo, porque después, se califica siempre a secas, Landgrave de la Alta Alsacia. Sostuvo con empeño los intereses de su hermano, elegido Emperador; y se debió a sus afanes el que Johann I, obispo de Estrasburgo, y Ulrich, conde de Ferrette se declarasen a favor de Federico. Habiendo quedado prisionero este príncipe en la batalla de Mühldorf, Leopoldo armó a todos los súbditos de sus dominios para la liberación de su hermano. No cesó, aún después del tratado de Trausnitz, de molestar a todos los que en la provincia de Alsacia eran afectos a Luis de Baviera. Los problemas que allí promovió Leopoldo no tuvieron fin sino hasta su muerte. Solo tenía treinta y nueve años cuando le atacó, en Estrasburgo, una violenta fiebre de la que fue víctima en 1326. Sus armas fueron depositadas en la Catedral de esta ciudad, y su cuerpo fue trasladado a la abadía de Königsfelden. Se había casado en Basilea en 1315, con Catalina, segunda hija de Amadeo V, conde de Saboya, y de María de Brabante, sobrina del emperador Enrique VII. Ella murió el 30 de septiembre de 1336. Leopoldo no dejó de este matrimonio más que dos hijas, Katharina, la primera, muerta en 1349, fue madre del famoso Enguerrand VI de Coucy, que hizo en 1375 una irrupción por Alsacia y Suiza, con el objeto de reclamar sus derechos sobre la herencia de su madre.

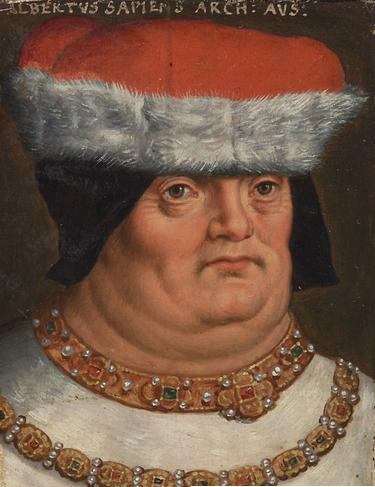
Alberto VI, el Sabio, Landgrave de la Alta Alsacia

1326. Alberto VI, llamado el Sabio y el Cojo y Otón III, el Atrevido y el Alegre, cuarto y quinto hijos del emperador Alberto, gobernaron juntos el Landgraviato de la Alta Alsacia, después de la muerte de Leopoldo su hermano. Alberto, nacido en 1298, se titula desde 1320 Lantgravius Alsatiæ, nec non Comes Phirretarum. El matrimonio que se llevó a cabo en Basilea, el año anterior, entre Alberto y Johanna von Pfirt, primogénita y heredera de Ulrich III, último conde de Ferrette, le hizo propietario de este condado a la muerte de Ulrich, que aconteció en 1324. Desde este tiempo Alberto tomó constantemente en las escrituras, los títulos de Landgrave de la Alta Alsacia, y señor de Ferrette. 
En cuanto a Otón, tomó igualmente en las escrituras de 1327 a 1335, el título de Landgrave de Alsacia. Murió en 1339. Otón tuvo dos hijos, que murieron jóvenes, de su esposa, Elisabeth, hija de Esteban, duque de la Baja Baviera. Habiendo fallecido su esposa en 1330, Otón se casó de nuevo con Anna, hija de Juan de Luxemburgo, rey de Bohemia, la que murió en 1338, sin dejar sucesión. 
A la muerte de Otón, Alberto administró solo el Landgraviato de la Alta Alsacia, y concibió el proyecto de unirle igualmente el Landgraviato de la Baja Alsacia. Los condes de Oettingen, que entonces eran los posesores, habían consentido ya en la venta; pero Johann von Lichtenberg, obispo de Estrasburgo, que tenía plan de reunir el Landgraviato de la Baja Alsacia a su Obispado, se opuso a ello, por la razón de que la mayor parte de los bienes que lo formaban eran feudos de su Iglesia. Alberto murió en Viena en 1358, en el epitafio se le llama, animosus et sapiens Princeps, Dominus Albertus quondam Dux Austrie…Landgrafius Superioris Alsacie nec non Dominus Ferretarum. A su esposa se la llama ingenua et provida Princeps Domina Johanna, olym Ducissa Austrie…nec non Lantgrafia Superioris Alsacie, nata de Ferretis. Johanna von Pfirt había muerto en Viena, en 1351, a los cincuenta y un años de edad; era hija de Ulrich, último conde de Ferrette y de Johanna von Mömpelgard. El matrimonio de Alberto y Johanna fue estéril, durante algunos años, pero al cabo tuvieron cuatro hijos y dos hijas. Alberto, heredero de los dominios de Austria, dio principio a una rama que acabó en 1457, en la persona de Ladislao, su biznieto.
1358. Rodolfo VII, Alberto VII y Leopoldo II, hijos los tres del duque Alberto, poseyeron por indiviso el Landgraviato de la Alta Alsacia. Nos Rudolffus, Albertus et Leupoldus fratres uterini, Dei gratia Archiduces Austriæ… et Landgravii Alsacie, otorgaron juntos muchas escrituras desde el año 1361 al 1365. Pero Rodolfo, que era el primogénito, y ejercía el gobierno, y al que llamaban el Magnánimo o el Ingenioso, nacido en 1339, sucedió a su padre, no solo en el Landgraviato, sino que además en los ducados de Austria, de Estiria y de Carintia, y en los condados de Habsburgo, de Kyburgo y de Ferrette. Su patrimonio y el de sus hermanos se incrementó, en 1363, con el condado del Tirol, que les fue dado por Margarete Maultasch, la cual acababa de perder a Meinhard III, su hijo y único heredero. Rodolfo se había casado, en 1357, con Catalina de Luxemburgo, hija del emperador Carlos IV, que le nombró el mismo año, Landvogt de Alsacia. Esta alianza le dio ánimo quizás, para darse en sus escrituras de 1359 y de 1360, entre otros títulos no acostumbrados, el de «Príncipe de Suabia y de Alsacia». Los Estados inmediatos a estas dos provincias disputaron esta calidad, así como la que tomó, en sus sellos, de «Duque de Suabia y de Alsacia». Le citaron ante la Dieta de Núremberg, para que explicase el motivo de tal novedad; y habiendo tenido conocimiento de ello Carlos IV, Rodolfo le dio unas Cartas, en 1360, por las que declaró no tener pretensión alguna acerca los ducados de Suabia y de Alsacia, y prometió romper los sellos en los que había hecho grabar dichos títulos. El Emperador envió estas Cartas, en 1361, a la ciudad de Estrasburgo que se había mostrado recelosa y decidió al propio tiempo que no debían reconocerse en Alsacia otros príncipes que los obispos de Estrasburgo y de Basilea y el abad de Murbach. En adelante, Rodolfo se contentó con el título de Landgrave de la Alta Alsacia. Murió cuatro años después en Milán, en 1365. No tuvo hijo alguno de su matrimonio con Catalina de Luxemburgo, que murió en 1395. Rodolfo fue el primero de su Casa que tomó el título de archiduque de Austria, al que añadió el de Montero Mayor (Ober-Jägermeister) del Imperio. La mayor parte de escrituras originales de Rodolfo están firmadas con dos cruces, lo que podría hacer creer que este archiduque no sabía escribir.

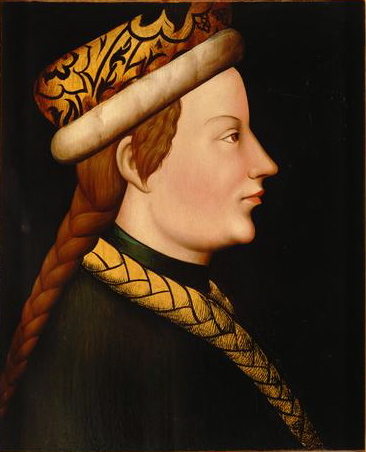
Alberto la Trenza, Landgrave

Alberto, llamado la Trenza, y Leopoldo, conocido como el Virtuoso y el Valiente, nacido en 1351, hermanos de Rodolfo, continuaron por algún tiempo disfrutando del concierto que hicieron acerca de los bienes de su familia, a excepción del ducado de Austria que pertenecía solamente a Alberto. Uno y otro, Albertus et Leopoldus, se titularon en sus sellos Dei gratia Dux Austrie…Comes in Ferretis, ac Lantgravius Alsacie. Alberto confirmó igualmente, en 1377, los privilegios de la ciudad de Belfort, que dependía del condado de Ferrette. Sin embargo, bien pronto se verificó un arreglo que hizo a Leopoldo señor de todo lo que la Cаsа de Austria poseía en Alsacia, en Breisgau, en Suabia y en Suiza: solo el condado del Tirol permaneció indiviso. Alberto murió en Luxemburgo en 1395, dejando un hijo, llamado también Alberto, de su segundo matrimonio con Beatrix von Zollern, hija de Federico V, burgrave de Núremberg, con la que se había casado en 1375. Leopoldo compró por 40.000 Goldgulden, a Federico duque de Baviera, el Landvogtei de la Alta y Baja Suabia, que había sido empeñado al último, adquisición que le fue confirmada en 1379, por el emperador Wenceslao. La guerra que Leopoldo tuvo con los suizos vino a serle fatal y su ejército fue destrozado en Sempach, el 9 de julio de 1386, pues perecieron en la acción él y seiscientos setenta y seis gentilhombres que le acompañaban, entre cuyo número se hallaron muchos nobles de Alsacia. Leopoldo fue enterrado con veintisiete de los principales señores, en la abadía de Königsfelden. Contrajo matrimonio en Milán, en 1364, con Viridis, hija de Bernabé Visconti, señor de Milán, y de Beatriz Regina della Scala. Tuvo cuatro hijos y tres hijas, entre ellos Guillermo, duque de Austria, llamado el Ambicioso y el Afable, que murió sin posteridad en 1406, y Ernesto, duque de Austria, conocido como el Férreo, a causa de su fuerza de ánimo y de cuerpo, muerto en Bruck an der Mur, en Estiria, en 1424. Se había casado, en 1412, en segundas nupcias con Cimburgia, duquesa de Masovia, muerta en 1429, después de haberle dado nueve hijos, entre los cuales se cuenta el emperador Federico, padre de Maximiliano I.
1386. Leopoldo III, llamado el Soberbio, hijo del precedente, tuvo al igual que sus tres hermanos, por tutor a Alberto duque de Austria, su tío, que administró sus bienes hasta que llegaron a la edad de dieciséis años; y desde 1392, se le ve gobernar el Landgraviato de la Alta Alsacia. Muerto Alberto en 1395, su hijo llamado también Alberto, «Maravilla del Mundo», no quiso contentarse con el reparto hecho por su padre con los hijos de Leopoldo el Valiente, que le limitaba solamente a Austria. Fue preciso añadirle Carniola, que dejó con el ducado de Austria, a su hijo único Alberto, al morir en Klosterneuburg, en 1404. El último Alberto que se ha mencionado es el mismo que fue elegido Emperador o Rey de Romanos, el 20 de marzo de 1438. Guillermo y Leopoldo administraron para sí y para sus hermanos Federico y Ernesto, el primero Estiria y Carintia, y el segundo el condado del Tirol, con todo lo que su padre poseía en Alsacia, en Suabia y en Suiza. La muerte de Guillermo, que tuvo lugar en 1406, sin dejar hijos de Juana, hija de Carlos III rey de Nápoles y de Hungría, produjo un nuevo reparto: Carniola que se recobró del duque Alberto, Estiria y Carintia tocaron a Ernesto. Federico obtuvo el condado del Tirol; y Leopoldo conservó los dominios de Alsacia, Breisgau y Aargau, con todas las tierras que su Casa tenía en Suiza y en Suabia. Leopoldo, pues, quedó Landgrave de Alsacia y conde de Ferrette, y fue bajo esta última calidad como confirmó, en 1406, los privilegios de la ciudad de Belfort. Sin embargo, se dejó ver muy poco en esta provincia: la calidad de tutor del joven duque Alberto le hizo permanecer en Viena, donde murió el 2 de junio de 1411, a la edad de cuarenta años. El sobrenombre de «Soberbio» le fue dado no a causa de su orgullo, sino porque en fausto excedía a todos los Príncipes del Imperio en las Dietas de Frankfurt, donde compareció, llevando en su séquito además de su acostumbrado cortejo, hasta cincuenta y dos condes y barones. De su matrimonio con Catalina, hija de Felipe el Atrevido, duque de Borgoña, con la que se había casado en 1393, no dejó posteridad. Leopoldo le había dejado las tierras landgraviales de la Alta Alsacia y hasta le concedió, en 1407, junto con sus dos hermanos, la administración y usufructo del Landgraviato, así como los feudos que dependían del mismo. A la muerte de Leopoldo, el duque Federico confirmó, en 1411, esta donación a la viuda, para que disfrutara de ella durante su vida. Catalina se retiró entonces a Alsacia y se estableció en Ensisheim, donde gobernó el Alto Landgraviato bajo los consejos de Maximilian, llamado Smassmann, barón de Rappoltstein, uno de los señores más distinguidos de la provincia, que Juan duque de Borgoña, su hermano, nombra en unas Cartas de 1409 predilectus noster carissimus Dominus Maximinus de Ribaupierre, Cambellanus et Scutifer noster. Aunque ya entrado en años y de un tamaño prodigioso, pensó Catalina casarse de nuevo con Maximilian en 1419; pero este matrimonio no tuvo lugar. Amaba particularmente a los habitantes de Belfort, cuyos privilegios confirmó en 1412. Murió el 26 de enero del año siguiente. En los sellos usa el título de Katharine de Burgundia, Dei gracia Ducisse Austrie.

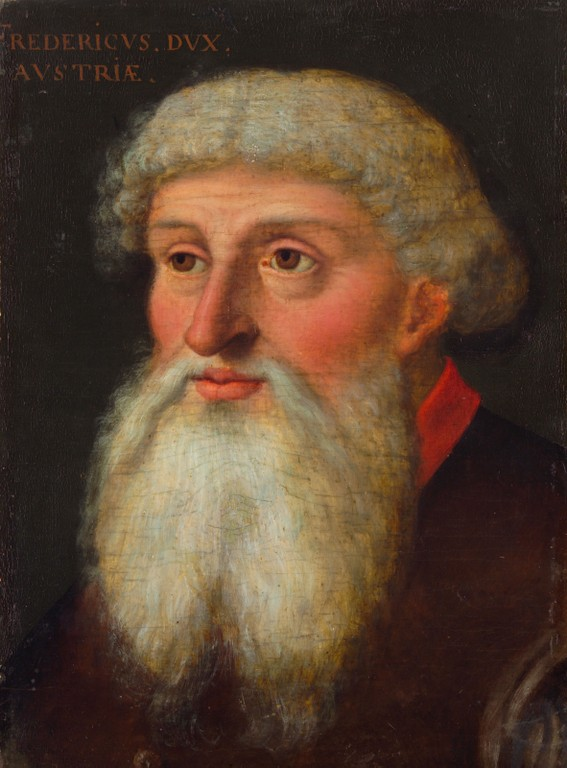
Federico II, Landgrave

1411. Federico II, hermano de Leopoldo, le sucedió en 1411, en el Landgraviato de la Alta Alsacia. Se le dio el sobrenombre «del Tirol», porque este condado le tocó al repartirse la herencia de su padre. Tuvo gran parte en la evasión del Papa Juan XXIII, cuya guarda le había confiado el Concilio de Constanza, lo que fue el origen de todos los sinsabores que experimentara después. El emperador Segismundo y los padres del Concilio le declararon, en 1415, culpable de lesa majestad, y los obispos de Trento, de Brixen y de Chur le excomulgaron, quedando todas sus posesiones abandonadas al pillaje. Hizo igualmente Segismundo una irrupción en Alsacia, al igual que Luis, conde palatino, cuya hermana, Isabel, se había casado con Federico. Luis sin embargo no entró en el país como enemigo, sino solamente con la idea de conservar las tierras de su cuñado. Los suizos se aprovecharon de estas circunstancias para apoderarse del Aargau, y de lo que quedaba aún en Suiza a la Casa de Austria. El goce de lo que acababan de tomar, les fue asegurado para siempre por el Emperador y el Concilio. Sin embargo, Federico se reconcilió con Segismundo, por intervención de Luis, conde palatino, y de Federico VI, burgrave de Núremberg, después de haber satisfecho una multa de 30.000 Goldgulden. En 1418, el Emperador le dio la investidura de todos los dominios invadidos, a excepción de los de Suiza, que quedaron unidos los cantones de Zürich, Berna y Lucerna; y aún Federico fue obligado a reembolsar a los que se habían apoderado de sus tierras de Alsacia y de Breisgau, las sumas que Segismundo había recibido de ellos. A pesar de todas estas pérdidas, Federico logró amasar una fortuna considerable. Murió en Innsbruck, el 24 de junio de 1439. Federico se había casado en primeras nupcias, en 1406, con Isabel de Baviera, condesa palatina del Rin, e hija del emperador Roberto, muerta en 1409. Anna, hija de Federico I, duque de Brunswick-Wolfenbüttel, su segunda esposa, murió en 1432. Tuvo de su segundo matrimonio dos hijas y un hijo, llamado Segismundo, que lo sucede. 
1439. Segismundo,  hijo único y sucesor de Federico del Tirol, tuvo por tutores a Federico, llamado el Pacífico y Alberto, llamado el Pródigo, ambos hijos de Ernesto, duque de Austria. Alberto, por un convenio que se realizó en 1443 con su hermano Federico, que había sido elegido Emperador en 1440, gobernó solo Alsacia, en nombre de su pupilo. Esta provincia fue entonces asolada por el ejército de los Armagnacs que Luis, Delfín de Francia, hijo del rey Carlos VII, condujo allí en persona, en 1444, llevando bajo sus órdenes una multitud de gentilhombres y voluntarios, franceses e ingleses. Este príncipe, por lo que refiere Æneas Sylvius, autor instruido y casi testigo de la expedición, declaraba fuertemente que iba a Alsacia, para hacer valer los antiguos derechos que allí tenía Francia, cuya soberanía debía extenderse hasta el Rin, y que tenía el plan de atacar Estrasburgo, para someterla a la dominación francesa. Por la fuerza de sus muros y su guarnición, esta ciudad supo hacerse respetar; pero todo el resto de Alsacia fue presa de esas tropas hambrientas, que no perdonaron ni las tierras de los dos Landgraviatos, ni las de las ciudades imperiales. Los Armagnacs no obstante, fueron degollados uno por uno, tanto por el ejército reunido de los Estados de esta provincia, como por los mismos paisanos del país. Durante el invierno perdieron ocho mil hombres, víctimas de su propia licencia. La retirada del ejército del Delfín no dejó por esto a Alsacia en completa tranquilidad. Alberto, tutor de Segismundo, declaró por él la guerra, en 1446, a los de Basilea, que entre otras empresas, se habían erigido en jueces de los súbditos alsacianos del Alto Landgraviato, y se negaban a comparecer en los tribunales del Landgraviato, por los bienes que poseían. Pero esta guerra concluyó bien pronto, por un juicio de árbitros que se reunieron en Colmar. Alberto, que fundó la Universidad de Friburgo, en Breisgau, murió sin hijos en Viena, el 2 de diciembre de 1463.

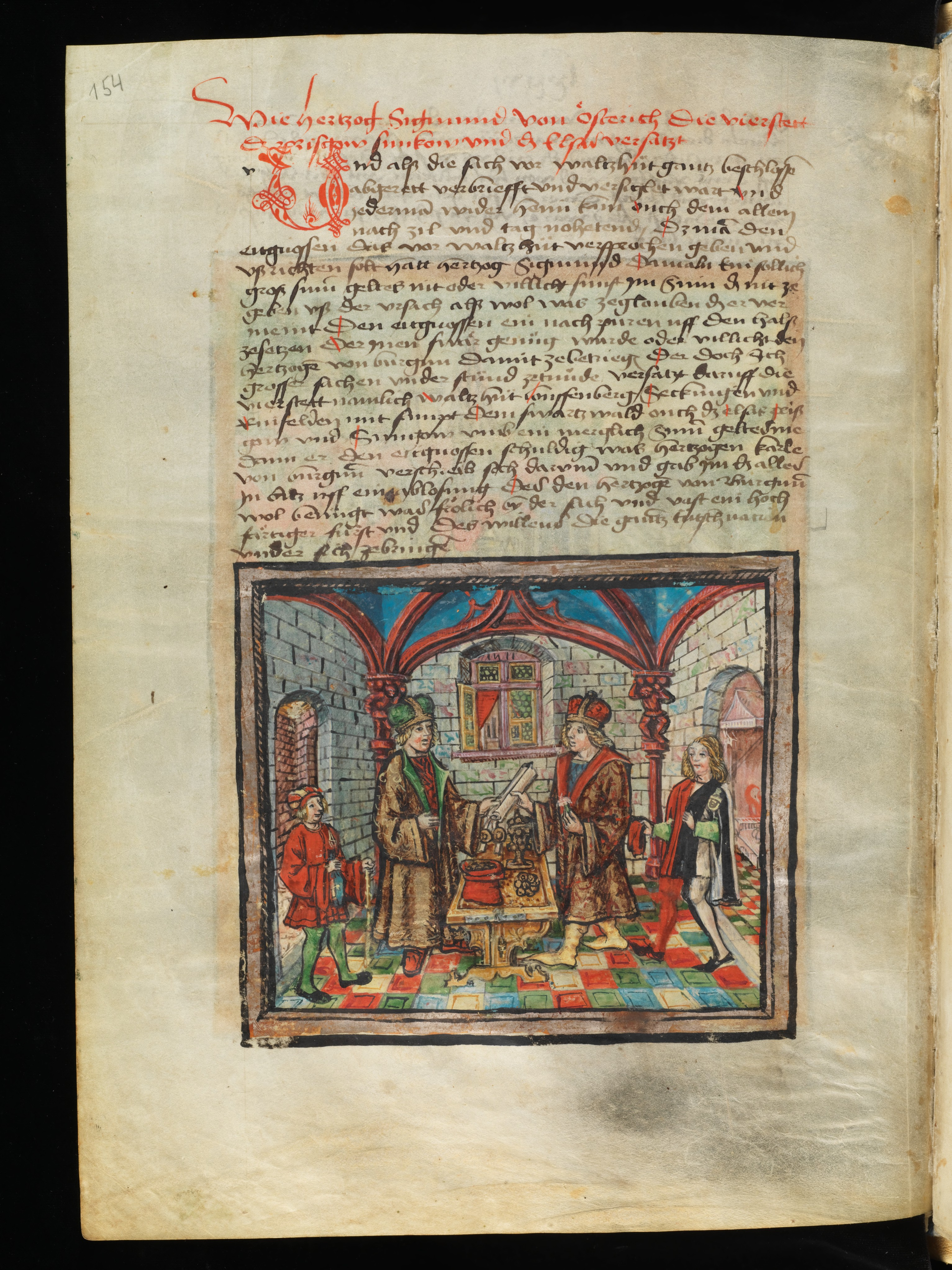
Segismundo de Austria empeña a Carlos el Temerario, duque de Borgoña, el Landgraviato de la Alta Alsacia

Segismundo, llegado a la mayoría de edad, tuvo, en 1468, una guerra más sangrienta con los suizos que asolaron las tierras del Landgraviato de Alsacia y los señoríos de Thann y Landser. Esta guerra, que fue en perjuicio suyo, lo llevó a tomar la decisión de empeñar a Carlos el Temerario, duque de Borgoña, el Landgraviato de la Alta Alsacia, el Sundgau, el condado de Ferrette, el Breisgau, y todas las tierras que los suizos habían invadido bajo Federico, su padre; tanto para ponerlas a cubierto de los planes de esta nación, como para extinguir las deudas que había contraído. El tratado tuvo lugar el 21 de marzo de 1469, en la ciudad de Arrás, donde Segismundo se encontró con el Duque, y el precio del empeño fue de 80.000 Goldgulden, con la condición que los habitantes de estos países gozasen de sus antiguos derechos y privilegios, y que sería libre para Segismundo y sus herederos el poder retirar dichas tierras de manos del Duque de Borgoña, pagando el precio del empeño. Este último nombró Landvogt para gobernar este nuevo Dominio a Peter von Hagenbach, de una antigua familia noble de la Alta Alsacia, nombrando por sus Cartas, fechadas, el 10 de abril del mismo año, a su «amado y fiel caballero, señor de Hagambac, Gran Bailío de su Vizcondado de Auxois y Condado de Ferrate, transferidos nuevamente a su persona por el ilustre y poderoso Príncipe, muy caro y muy amado primo, el Duque Sigismond de Osteriche». Pero este Landvogt era un hombre duro y feroz, que no perdía ocasión alguna para molestar a sus vecinos; la crueldad y las vejaciones de todo género que ejerció este Oficial ávido y violento, irritaron a los habitantes de Alsacia. Los Obispos de Estrasburgo y Basilea, el Elector palatino, el Margrave de Baden, y las ciudades imperiales de la provincia, que tenían un interés directo en no padecer que el Duque de Borgoña tuviese establecimientos en su comarca, reclamaron contra el empeño. Sus diputados se encontraron con Segismundo en Basilea, cuya ciudad y la de Estrasburgo proporcionaron al archiduque el dinero por el cual había empeñado sus tierras. Carlos rehusó recibir el dinero de la recompra, y Segismundo entró de nuevo en sus feudos enajenados, por la alianza que hizo el 30 de marzo de 1474, contra el Duque de Borgoña, con los suizos, las ciudades de Alsacia y René, duque de Lorena. Hagenbach, que seguía con sus exacciones, y había obligado a los prelados y señores de la provincia a que le llevasen ricos presentes, cuando contrajo matrimonio con la condesa Bárbara von Thengen und Nellenburg, precipitó la revolución. Fue apresado en Breisach, el 10 de abril, y un consejo criminal, compuesto por veintisiete jueces, le degradó de su nobleza, y le condenó a ser degollado en un cadalso, ejecución que se llevó a cabo sin tardanza. Al saberlo el Duque de Borgoña, que se hallaba sitiando a Neuss, resolvió vengar a su favorito, y a tal fin, hizo pasar seis mil hombres al Sundgau, y dio orden a Stephan von Hagenbach, hermano del difunto, que asolara las tierras landgraviales, de las cuales Segismundo había tomado nueva posesión, el 9 de mayo del mismo año. Pero la desaparición de Carlos, que fue muerto junto a Nancy, el 5 de enero de 1477, dejó al Archiduque tranquilo posesor del Landgraviato de Alsacia. María, hija única del Duque de Borgoña, se casó en Gante, el 20 de agosto siguiente, con el archiduque Maximiliano de Austria, primo de Segismundo y su heredero. Segismundo, cansado de guerras, tuvo en 1489, en Innsbruck, una Asamblea general de los Estados provinciales, donde cedió, por una pensión anual, al propio Maximiliano, que había sido elegido Rey de Romanos, el 16 de febrero de 1486, todas sus posesiones de Alsacia, Breisgau y Tirol. Segismundo sobrevivió siete años a esta cesión, muriendo en 1496, en Innsbruck. Fue comprometido en 1430, con Radegunda, hija de Carlos VII, Rey de Francia, pero habiendo muerto esta princesa poco tiempo después, tomó por esposa, en 1448, a Eleonora, hija de Jacobo I, rey de Escocia, la que murió en 1480 y de la que no tuvo más que un hijo, llamado Wolfgang, muerto en la cuna. Segismundo volvió a casarse, en 1484, con Catalina, hija de Alberto, duque de Sajonia, con quien no tuvo descendencia.
1489. Maximiliano, Sacro emperador, nieto de Ernesto, duque de Austria, hijo del emperador Federico, y de Leonor, hija de Eduardo, rey de Portugal, nacido en Wiener Neustadt, el 22 de marzo de 1459, sucedió, en 1489, en el Landgraviato de la Alta Alsacia, en vida de Segismundo, de quien era el más próximo heredero. Los Lansquenetes, que eran la mayor parte soldados licenciados de las tropas que Maximiliano había empleado en los Países Bajos, vinieron, en 1495, a infestar Alsacia adonde trajeron el mal de América (morbus gallicus). Lo primero que infestaron, fue una casa de mujeres públicas que había en Estrasburgo, desde donde se esparció el mal por el resto de la ciudad, y de allí a las diferentes provincias de Alemania. Maximiliano fracasó, en 1499, en la guerra que hizo contra los suizos para recobrar los bienes de sus ancestros. Tuvo mejor resultado en la guerra que tuvo, en 1504, con Felipe, elector palatino, que le permitió hacer ingresar el Landvogtei de Alsacia a la Casa de Austria. Murió en Wels, el 12 de enero de 1519. Su matrimonio con María, hija y heredera del último Duque de Borgoña, nacida en 1457, y muerta en Brujas, en 1482, trajo a su familia el condado de Borgoña y las diecisiete provincias de los Países Bajos. Tuvieron a Felipe, el Hermoso, nacido en Brujas, el 22 de julio de 1478, y muerto en Burgos, el 25 de septiembre de 1506, el cual se había casado, el 21 de octubre de 1496 con Juana, princesa heredera de España, que murió en 1555. Juana era hija única de Fernando, rey de Aragón y de Isabel, reina de Castilla. Por este casamiento la monarquía de España recayó, en 1505, en la Casa de Austria. Felipe tuvo de ella seis hijos, entre los que se contaron los emperadores Carlos V y Fernando.
1519. Carlos V, nacido en Gante el 24 de febrero de 1500, coronado Rey de España en Valladolid el 9 de febrero de 1518, sucedió a Maximiliano, su abuelo, en el Imperio, así como en el Landgraviato de la Alta Alsacia. De lo último no disfrutó por mucho tiempo, y con consentimiento de los Príncipes del Imperio, lo cedió el 28 de abril de 1521 (Wormser Vertrag), con Austria, y todo lo que poseía la Casa de Habsburgo en Alsacia y en Suabia, a Fernando su hermano, que se casó el 25 de mayo siguiente, con Ana, princesa heredera e hija de Vladislao, rey de Hungría y de Bohemia. No tardó Carlos en arrepentirse de haberse deshecho del Landgraviato de Alsacia, que tan conveniente le era como limítrofe del condado de Borgoña. Carlos se empeñó en recobrarlo, pero los Estados de esta provincia ya habían prestado juramento a Fernando: esto obligó a Carlos a renunciar a su proyecto. El reinado de Carlos V es famoso por las contiendas de religión, que se elevaron casi al mismo tiempo que subió al trono. Alsacia fue el teatro de las principales revoluciones que promovió la Reforma de Lutero en el sistema eclesiástico y civil del Imperio. Las tierras que dependían de la Casa de Austria y del Obispado de Estrasburgo, se preservaron de este movimiento por el cuidado de los Landgraves y de los obispos. Pero la ciudad de Estrasburgo fue una de las primeras que cambió la antigua religión. Desde 1521, la Magistratura de esta ciudad adoptó la doctrina de Lutero. La misa fue abolida en 1529, y el clero católico fue expulsado de la Catedral. Volvió a entrar, en 1549, en virtud del interim: pero fue obligado a abandonarla de nuevo en 1559. Finalmente, el culto católico no se restableció en Estrasburgo hasta 1681, cuando Luis XIV, Rey de Francia, tomó solemne posesión de la ciudad y de la Catedral.
1521. Fernando I, nacido en Alcalá, en España, el 10 de marzo de 1503, Rey de Bohemia, el 24 de febrero de 1527, y de Hungría, el 28 de octubre del mismo año, fue elegido Rey de Romanos el 9 de enero de 1531; y después de la abdicación de Carlos V, su hermano, hecha en 1556, fue declarado Emperador el 24 de febrero de 1558. Conservó Fernando el Landgraviato de la Alta Alsacia hasta su muerte, que tuvo lugar en Viena, el 25 de julio de 1564. En 1523, dio una nueva forma a la Regencia landgravial establecida en Ensisheim, al frente de la cual puso a Wilhelm von Rappoltstein. Fernando atribuyó a la Regencia el conocimiento de todas las causas, exceptuando la apelación al tribunal de Innsbruck y la colación de los beneficios eclesiásticos y de los feudos que el Landgrave se reservó personalmente. Compró en 1558, por 40.000 Rheinischer Gulden, el Landvogtei de Alsacia, que Carlos V había dado a los Electores palatinos. Desde este tiempo, los Archiduques de Austria, que poseyeron el Landgraviato de la Alta Alsacia, fueron a la vez Landvögte de esta provincia. Fernando dejó tres hijos varones de Ana, su esposa, muerta el 27 de enero de 1547 y enterrada en Praga. Maximiliano, el mayor, tuvo el Imperio con Austria, Hungría y Bohemia. A Fernando, que sigue, le tocó el condado del Tirol y las tierras de Austria Anterior, de las cuales formaba parte el Landgraviato de la Alta Alsacia. Carlos, que era el tercero, fue duque de Estiria, Carintia y Carniola.

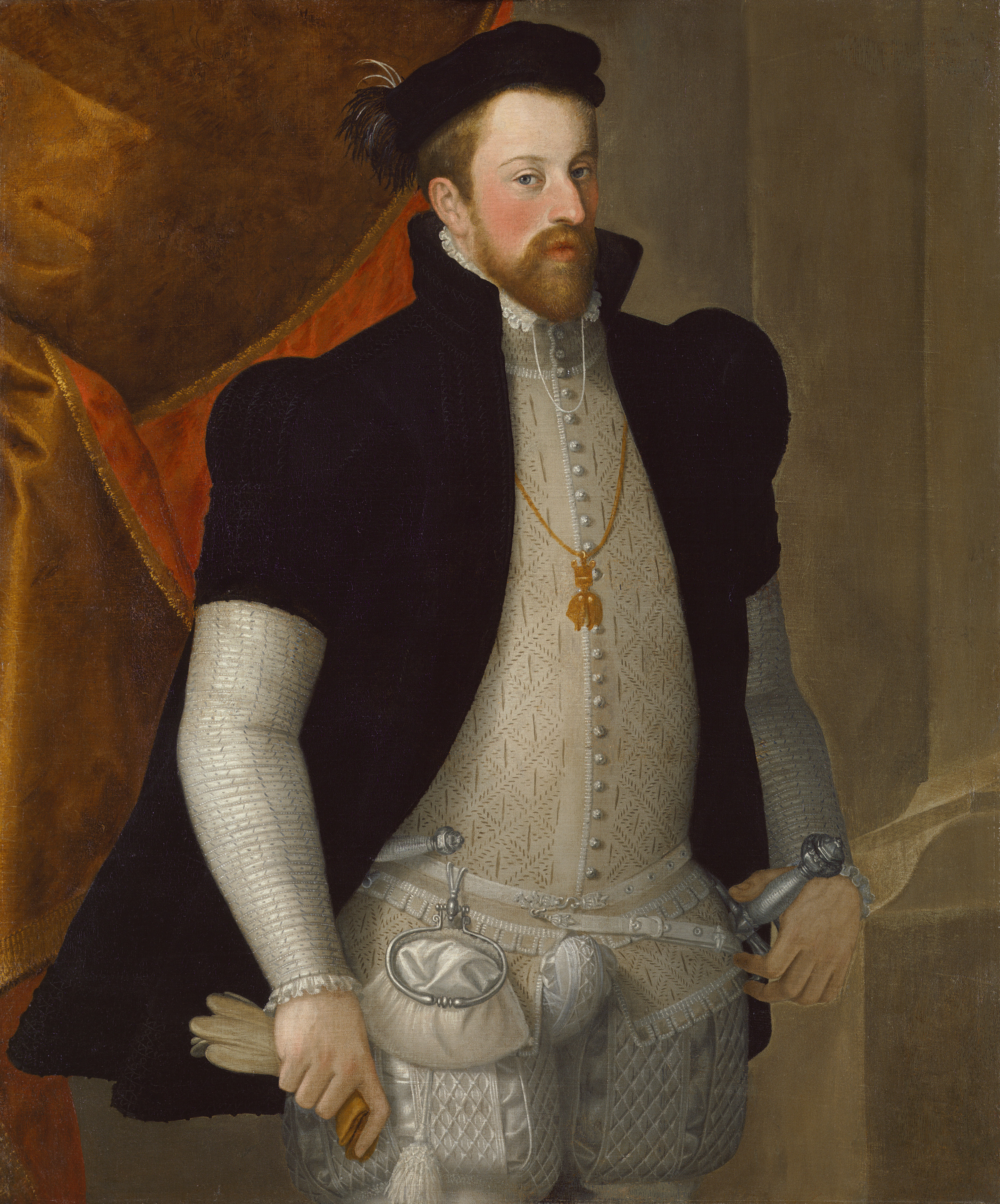
Fernando II, Landgrave de la Alta Alsacia

1564. Fernando II, hijo del emperador Fernando, nacido el 14 de junio de 1529, Landgrave de la Alta Alsacia y conde del Tirol, murió el 24 de enero de 1595. En su tiempo se terminó el Concilio de Trento, cuyos Decretos, tanto por lo que toca al dogma como a la disciplina, fueron recibidos en toda la diócesis de Estrasburgo, en virtud de un despacho dado el 9 de marzo de 1567, por el obispo Erasmus Schenk von Limpurg. El Papa Gregorio XIII también reformó, en 1582, el Calendario juliano; el nuevo calendario fue adoptado, en 1584, por todos los Estados católicos de Alsacia. El obispo de Estrasburgo lo publicó desde 1583, y empezó a ejecutarlo el 17 del mes de noviembre, que se tomó entonces por el 27. Los Estados protestantes de Alsacia rehusaron, como también rehusó Estrasburgo, recibir el mencionado calendario, y solo pudo introducirse en esta ciudad cuando Luis XIV expidió al efecto una orden, el 12 de febrero de 1682. Fernando, Landgrave de la Alta Alsacia se casó dos veces: en primeras nupcias se unió, en 1550, con Philippine Welser, hija de Franz Welser, patricio de Augsburgo, cuya cuna era de clase muy inferior a la suya, por lo cual los hijos que nacieren de tal matrimonio no serían reconocidos como capaces de suceder a su padre. Murió esta señora el 24 de abril de 1580, y fue enterrada en la capilla del castillo de Innsbruck, dejando de dicho matrimonio a Andreas y Karl, Margrave de Burgau, nacido en 1560, muerto en 1618, sin haber tenido hijo alguno de Sibila, hija de Guillermo, Duque de Jülich-Kleve-Berg. Andreas, llamado el Cardenal de Austria, nacido en 1558, obispo de Constanza y de Brixen, fue postulado en 1587, abad de Murbach y de Lüders y murió en Roma, en 1600. Fernando, su padre, se casó en segundas nupcias, en el mes de mayo de 1582, con Ana Catalina, hija de Guillermo de Gonzaga, Duque de Mantua, de la que solo tuvo una hija, también llamada Ana, casada en 1611 con el emperador Matías. De este modo, todos los bienes del archiduque Fernando pasaron a sus sobrinos, que eran el emperador Rodolfo y sus hermanos.
1595. Rodolfo, nacido en Viena, el 18 de julio de 1552, Sacro emperador, Rey de Hungría y de Bohemia, hijo del emperador Maximiliano II, y de María, hija del emperador Carlos V, administró durante algún tiempo, en nombre propio y de sus hermanos, el Landgraviato de la Alta Alsacia, que heredaron por muerte de Fernando, su tío. Pero pocos años después, Rodolfo entregó el gobierno al archiduque Maximiliano, su hermano, que ya lo poseía en 1605 y que en las Actas de la Regencia de Ensisheim es llamado corregente del Austria Anterior. Maximiliano, nacido en Wiener Neustadt el 12 de octubre de 1558, había sido elegido Rey de Polonia el 22 de agosto de 1587, pero al año siguiente renunció a esta Corona. Después de la muerte del emperador Rodolfo, que tuvo lugar en 1612, Maximiliano continuó gobernando la Alta Alsacia, bajo su hermano Matías, que fue Emperador el 13 de junio siguiente. Murió Maximiliano en Viena, Gran Maestre de la Orden Teutónica, el 2 de noviembre de 1618. El emperador Matías, muerto ya en 1619, había instituido por heredero al archiduque Alberto, hermano suyo, quien contento con los Países Bajos, que le había aportado como dote, en 1599, su esposa Isabel Clara Eugenia, hija de Felipe II, Rey de España, cedió a su primo, el emperador Fernando II, todos los dominios de Austria con sus dependencias y por consiguiente, el Landgraviato de la Alta Alsacia. Fernando II, para fortalecer su Casa y sostener en ella una segunda rama, instó a Leopoldo su hermano, a dimitir a los obispados de Estrasburgo y de Passau, dignidades que había conseguido en 1605 y 1607 respectivamente.
1626. Leopoldo IV, nieto del emperador Fernando I, nacido en Graz, el 9 de octubre de 1586, fue hijo del archiduque Carlos, duque de Estiria, y de María, hija de Alberto V, duque de Baviera. Abdicó en 1625 sus obispados y demás beneficios eclesiásticos en manos del Papa, a favor de Leopoldo Guillermo de Austria, su sobrino. Habiendo pasado de Roma a Florencia, se casó en 1626, con Claudia de' Medici, hija de Fernando I, Gran Duque de Toscana y de Cristina de Lorena. El emperador Fernando cedió el mismo año a Leopoldo, el Landgraviato de la Alta Alsacia, el Landvogtei de la misma provincia, el condado del Tirol y todo lo que la Casa de Austria poseía en Suabia y en Breisgau. El rey Gustavo Adolfo llevó la guerra a Alemania y los suecos se apoderaron, en 1631 y 1632, de todos los Dominios que Leopoldo tenía en esta provincia. Murió este Landgrave, sin habérsele restablecido, en Schwaz, el 13 de septiembre de 1632. Leopoldo dejó dos hijos y tres hijas.

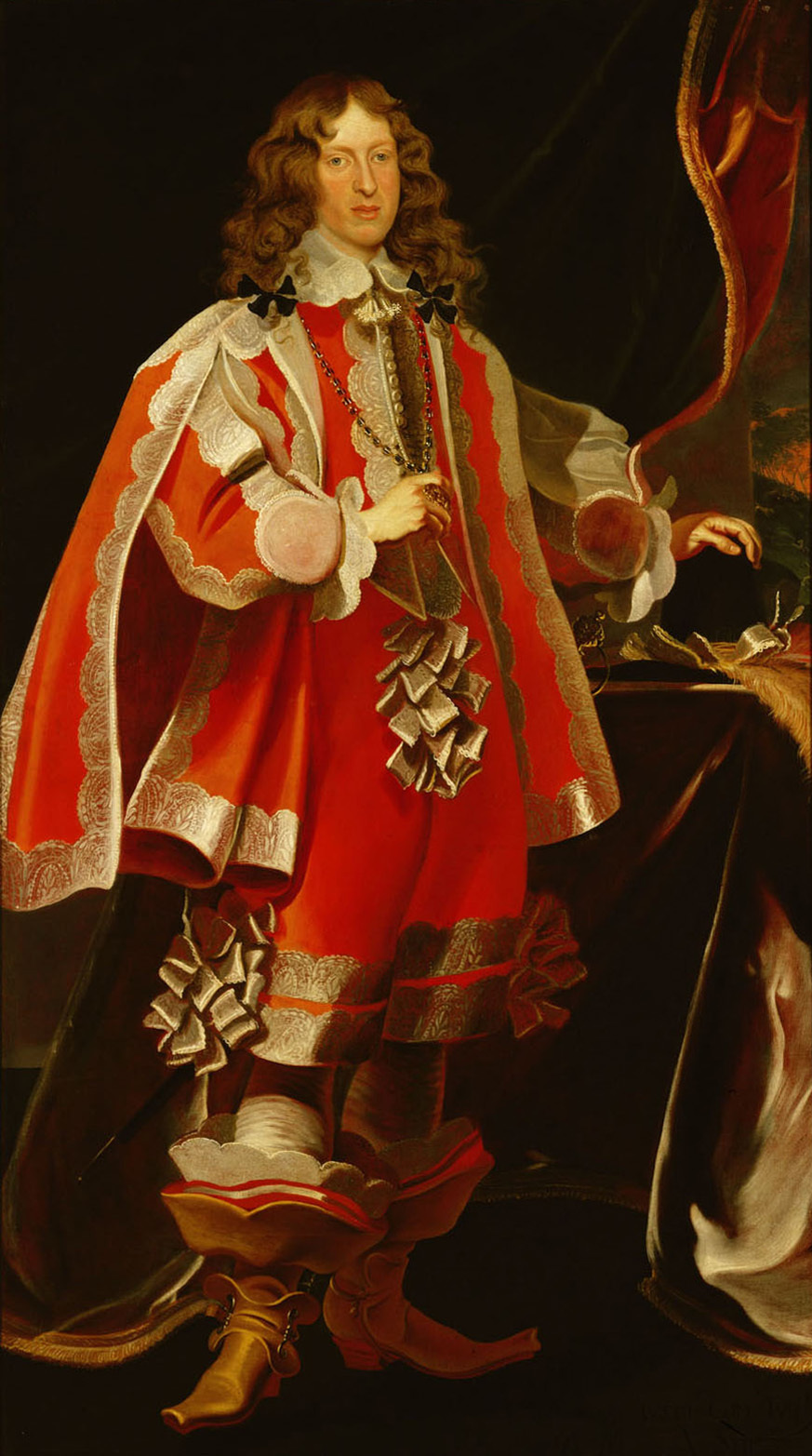
El archiduque Fernando Carlos de Austria, Óleo de Frans Luycks, 1648

1632. Fernando Carlos, nacido el 17 de mayo de 1628, sucedió en el Landgraviato de la Alta Alsacia, a Leopoldo su padre, bajo la tutela de su madre Claudia de' Medici, que en las Actas de la Regencia de Ensisheim, aparece como gobernadora y administradora (Statthalterin) del Landgraviato. Fue durante su minoría que los suecos, que habían hecho la conquista de Alsacia, la cedieron por el Tratado de París, el 1 de noviembre de 1634, a Luis XIII, Rey de Francia, su aliado. 
Esta provincia fue finalmente asegurada a esta última Corona por la Paz de Münster de 1648, por la cual el Emperador por sí, y por toda la Casa de Habsburgo, y el Imperio, cedió a perpetuidad a Luis XIV y a sus sucesores todos los derechos, propiedades, dominios, posesiones, y jurisdicciones en Alsacia, que incluían la ciudad de Breisach am Rhein, el Sundgau, el Landgraviato de Alta y Baja Alsacia y el Landvogtei sobre las diez ciudades imperiales libres.
El Rey, en compensación por la pérdida sufrida por el archiduque Fernando Carlos, le aseguró la suma de tres millones de libras tornesas.  Pero el pago no sería liberado hasta que Felipe IV, Rey de España, no diera su consentimiento a la cesión, hecho que se produjo por la Paz de los Pirineos en 1659, por la cual Su Majestad Católica cedió todos los derechos y pretensiones que pudiera tener en Alsacia, el Sundgau y el condado de Ferrette. 
Luis XIV, por un Tratado verificado, el 16 de diciembre de 1660, con el archiduque, se comprometió a pagar los tres millones en cinco partes en el espacio de tres años. Pero Fernando Carlos murió en Innsbruck, el 30 de diciembre de 1662, sin dejar hijos varones de su matrimonio con Anna de' Medici, hija de Cosme II, Gran Duque de Toscana, con quien se había casado el 10 de junio de 1646. Segismundo Francisco, su hermano y heredero, confirmó lo que había sido concluido en los tratados precedentes. Los tres millones fueron contados y pagados el 3 de diciembre de 1663, y los comprobantes se conservan en el Louvre.
Así, el Landgraviato de la Alta Alsacia, con el condado de Ferrette, el Landvogtei de Haguenau y todo lo que la Casa de Austria poseía en esa provincia, fue reunido a la Corona de Francia con la soberanía que perteneció al Emperador y al Imperio. Como los príncipes de esta Casa desistieron en el Tratado de Münster de los títulos de Landgraves de Alsacia y condes de Ferrette, dejaron de llevar dichos títulos en los tratados posteriores celebrados con Francia.

## Fin del Landgraviato
Desde que la provincia de Alsacia fue cedida a Francia, por el Tratado de Münster, Luis XIV estableció, en 1649, en lugar de la Regencia archiducal de Ensisheim, la Cámara real de Breisach, cuyas sentencias eran soberanas y se titulaban: «Nous les Gouverneur et Conseillers du Conseil d'Alsace et pays en dépendans, établis par Sa Majesté très chrétienne, Roi de France et de Navarre». Enrique de Lorena, conde de Harcourt, gobernador de Alsacia, presidía dicha Cámara.
Queriendo el Rey, de manera seguida otorgar a esta provincia un gobierno uniforme con el de su Reino, dio, en el mes de septiembre de 1657, un Edicto por el cual crea un Consejo soberano para residir en la ciudad de Ensisheim y administrar justicia a sus nuevos súbditos. Su primera 
sesión fue el 14 de noviembre de 1658. Fue en esta sesión que los Comisarios de Luis XIV, nombrados por él para el establecimiento de este Consejo, tomaron en su nombre posesión de Alsacia, en presencia de los Diputados de los diferentes Estados de esta provincia, y se suplicó al Rey que «el título de Landgrave de la Alta y Baja Alsacia fuera añadido a los de Su Majestad, a los Decretos, Sentencias, Comisiones y otros actos de dicho Consejo soberano».
Este Consejo fue suprimido en 1661, y creado Consejo provincial, que fue trasladado, en 1674, de la ciudad de Ensisheim a Breisach am Rhein. Al Consejo provincial se le hizo de nuevo soberano en 1679; después fue trasladado, en 1681, a la ciudad nueva de Neuf-Brisach, y en 1698, a la ciudad de Colmar.

## El blasón del Landgraviato

Las armas del Landgraviato de la Alta Alsacia, se componen de gules, con una banda de oro y seis coronas del mismo metal, tres a la derecha colocadas primero una y luego dos, y tres a la izquierda, puestas al contrario, esto es, primero dos y luego una.